# Love Is War
Love is War é o quarto álbum de estúdio, da banda estoniana Vanilla Ninja, lançado pela EMI. O álbum foi lançado no dia 13 de maio no Japão, 19 de maio de 2006 na Europa e em outubro de 2009 no Brasil.

## Faixas
1. "Kingdom Burning Down" - 3:59
2. "Dangerzone (long version)" - 3:17
3. "The Band That Never Existed" - 3:15
4. "Rockstarz" - 3:26
5. "Shadows on the Moon" - 3:05
6. "Black Symphony" - 3:46
7. "Pray" - 4:34
8. "Battlefield" - 3:08
9. "Spirit of the Dawn" - 3:52
10. "Insane in Vain" - 3:17
11. "Bad Girls" - 3:14
12. "Silence" - 4:31

## Paradas musicais
| Paradas (2006)                       | Melhor posição |
| ------------------------------------ | -------------- |
| Estónia - Parada estoniana de álbuns | 1              |
| Suíça - Parada suíça de álbuns       | 14             |
| Alemanha - Top 100                   | 16             |
| Áustria - Parada austríaca de álbuns | 29             |
| Polónia - Top 50                     | 48             |